# Сакстон (Пенсилванија)
Сакстон (енгл. Saxton) град је у америчкој савезној држави Пенсилванија.

## Демографија
По попису из 2010. године број становника је 736, што је 67 (-8,3%) становника мање него 2000. године.
| Група             | 2000.       | 2010.       |
| Белци             | 794 (98,9%) | 717 (97,4%) |
| Афроамериканци    | 1 (0,1%)    | 3 (0,4%)    |
| Азијати           | 0 (0,0%)    | 0 (0,0%)    |
| Хиспаноамериканци | 7 (0,9%)    | 8 (1,1%)    |
| Укупно            | 803         | 736         |